# ریچارد دونچیان
ریچارد دونچیان (انگلیسی: Richard Donchian زاده ۱۹۰۵ - درگذشته ۱۹۹۳) کارآفرین، اقتصاددان و سرمایه‌گذار ارمنی‌تبار اهل ایالات متحده آمریکا است. وی در زمان جنگ جهانی دوم در ارتش ایالات متحده آمریکا خدمت نمود. دونچیان از دانشگاه ییل فارغ‌التحصیل شد.